# Rulers of Nations
Rulers of Nations (RON) è il secondo capitolo del videogioco di simulazione politica Geo Political Simulator, versione italiana di Commander in Chief.

## Modalità di gioco
Il videogioco permetterà di impersonare il leader di una delle nazioni del mondo moderno (ad esempio il capo di governo o di stato, il presidente, il re, il primo ministro) di un paese da selezionare all'inizio della partita.
Si potranno prendere provvedimenti di natura economica, preoccuparsi del welfare, eseguire operazioni militari, gestire i rapporti diplomatici, difendere l'ambiente e così via.
Tutti i paesi del mondo sono rappresentati, con le loro variabili e modalità operative.
Sono disponibili oltre mille azioni all'interno dei diversi ministeri del gioco. Questi riflettono per lo più i vari modi di operare di ciascun paese.
Queste azioni possono essere eseguite direttamente dal giocatore (ad esempio: si può dimettere un ministro, installare un impianto solare, ordinare un'indagine ai servizi segreti, delineare una piattaforma elettorale).
Si potranno emanare anche decreti legislativi, che il Parlamento (in caso di regime democratico) dovrà votare e i cui voti dipenderanno delle decisioni dei diversi partiti politici presenti (conformi alla realtà, ma con denominazioni diverse o richiamanti quelli reali).
In questo modo si potrà ad esempio cambiare il tasso dell’IVA, alzare l'età di pensionamento, sbarrare partiti politici, aumentare il salario minimo, cambiare il mandato di un capo di stato.
Il giocatore può anche, con il supporto della sua agenda, organizzare incontri con personalità influenti del proprio paese (sindacati, associazioni, istituzioni religiose, VIP), familiari (la madre, il padre, la moglie o il marito, chiaroveggenti personali, il capo della sicurezza), governanti stranieri oppure personaggi di fama internazionale (il papa, il Segretario Generale delle Nazioni Unite, un pilota del campionato mondiale di Formula 1).
Queste riunioni permetteranno al giocatore di negoziare accordi sociali, entrare in alleanze militari o chiudere importanti contratti economici, scoprire politici corrotti, fare appello ai media, e molto altro ancora.
È anche possibile gestire unità militari e tutto ciò che riguarda l'esercito.
A livello legislativo è possibile istituire un servizio di leva, richiamare i riservisti, stabilire la legge marziale ed ordinare una mobilitazione generale.
Le operazioni militari vengono effettuate direttamente sulla mappa. Le strategie dei paesi applicate dal computer sono influenzate anche dalla personalità del loro leader. I servizi segreti sono indispensabili per conoscere le forze nemiche e per condurre operazioni speciali (ad esempio rovesciare un regime, far assassinare una personalità importante o ordinare un sabotaggio di qualsivoglia natura).
Il giocatore deve inoltre mantenere in ordine i conti di stato, lastricandosi tra i vari bilanci di ogni ministero.
La popolarità del giocatore è determinata sia dall'opinione pubblica che dal parere di tutte le personalità importanti del paese e gruppi (partiti, associazioni, sindacati), che esercitano diversi livelli di influenza su determinate fasce della popolazione (ad esempio le donne, gli ecologisti o i lavoratori di un determinato settore).
Nel caso di regimi autoritari, la popolarità non si riferisce alla popolarità in senso stretto, ma piuttosto si riferisce alla popolarità del giocatore nel partito unico, nelle élite sociali ed amministrative, che hanno il potere di rovesciare la leadership del governo in pochi giorni.
Il videogiocatore può affrontare una serie di scenari o può seguire una modalità di gioco libera.
Nel primo caso vengono presentati al giocatore dei problemi (solitamente una qualche tipologia di crisi) e il giocatore deve decidere come comportarsi per perseguire gli obiettivi prefissati dagli scenari. Nella seconda modalità il giocatore gestisce una nazione a deve farla prosperare, il gioco assegna un punteggio (positivo o negativo) alle scelte del giocatore e l'obiettivo è far salire la propria nazione nella classifica globale.
A differenza del suo predecessore, qui la grafica è notevolmente migliorata e sono stati aggiunti volti in 3D, ispirati a quelli delle loro controparti reali.

## Espansioni
Nel mese di marzo 2011 è stata pubblicata un'espansione chiamata Rulers of Nations: Modding Tool Add-on, la quale consente di personalizzare ampie porzioni del videogioco (creando scenari, nazioni, capi di stato, partiti, eventi storici, calamità naturali ecc.) e condividere le proprie creazioni sul sito ufficiale.